# Educação na Noruega
A Educação na Noruega é obrigatória para todas as crianças com idades entre 6 e 16 anos. O ano letivo na Noruega vai de meados de agosto até o final de junho do ano seguinte. O feriado de Natal a partir de meados de dezembro a início de janeiro divide historicamente o ano letivo norueguês em dois semestres. Atualmente, o segundo semestre começa no início de janeiro.

## História da Educação na Noruega
A educação foi organizada na Noruega já nos tempos medievais. Pouco depois de a Noruega tornar-se uma arquidiocese em 1153, as escolas catedrais foram construídas para educar os sacerdotes em Trondheim, Oslo, Bergen e Hamar.
Após a Reforma Protestante na Noruega em 1537, escolas catedrais foram transformadas em escolas extensivas, e tornou-se obrigatório para todos os municípios a construção de unidades escolares.
Em 1736, a formação em leitura foi tornada obrigatória para todas as crianças, mas não foi eficaz até alguns anos mais tarde. Em 1827, a Noruega apresentou o modelo folkeskole (escola do povo), uma escola primária que se tornou obrigatória por 7 anos em 1889 e 9 anos, em 1969. Nos anos 1970 e 1980, o modelo folkeskole foi abolido, e o modelo grunnskole (Fundação Escola) foi introduzido.

## Educação hoje
O sistema escolar norueguês pode ser dividido em três partes: Ensino Fundamental (Barneskole, obrigatório dos 6 aos 13 anos), o ensino secundário inferior (Ungdomsskole, obrigatório dos 13 aos 16 anos), e o ensino secundário (Videregående Skole, obrigatório dos 16 aos 19 anos).
Escolas primárias e secundárias são obrigatórias para todas as crianças dos 6 aos 16 anos. Antes de 1997, a obrigatoriedade da educação na Noruega começava com a idade de 7 anos. Os alunos quase sempre mudam de escola quando entram na escola secundário inferior e secundário superior, devido a maioria das escolas oferecem apenas um dos níveis.

### Ensino fundamental (Barneskole)
No primeiro ano da escola primária, os alunos passam a maior parte de seu tempo jogando jogos educativos, aprendendo estruturas sociais, 
o alfabeto, subtração e habilidades básicas de inglês. Nos graus 2 a 7 (3-8 anos ou P3/4-S2/3), eles são apresentados a matemática, inglês, norueguês, ciência, religião (com foco não apenas no cristianismo, mas em todas as religiões, a sua finalidade e sua história), estética e ginástica, complementados por geografia, história e estudos sociais na quinta série. Não há notas oficiais neste nível, no entanto, o professor muitas vezes escreve um comentário - a análise e, por vezes, um grau não oficial sobre os testes. Os testes devem ser levados para casa e mostrado aos pais. Há também um teste introdutório para deixar o professor saber se o aluno está acima da média ou está precisando de alguma ajuda na escola.

### Ensino secundário inferior (Ungdomsskole)
Quando os alunos entram na escola secundária inferior, eles começam a receber notas por seu trabalho. Suas notas determinam se eles são aceitos ou não no próximo nível escolar. A partir da oitava série (Yr 9 ou S3/4), os alunos podem escolher uma eletiva (valgfag). Temas típicos são oferecidos, além de idiomas como o alemão, francês e espanhol, bem como inglês adicional e estudos noruegueses. Antes da reforma educacional de agosto de 2006, os alunos poderiam escolher uma eletiva prática em vez das línguas. 

### Ensino secundário superior (Videregående skole)
O ensino secundário (semelhante ao ensino médio) é de 3 anos de estudo opcional, apesar de recentes mudanças para a sociedade (poucos empregos disponíveis para a faixa etária) e direito (governo exigido por lei de 1994, para oferecer ensino secundário, de uma forma ou de outra, todos entre as idades de 16 e 18 anos que envia o formulário de candidatura), tornou quase inevitável na prática.
O ensino secundário na Noruega é baseado principalmente em escolas públicas: Em 2007, 93% dos estudantes do ensino secundário frequentavam escolas públicas.